# Цисовник (Люблінське воєводство)
Цисовник (пол. Cisownik) — село в Польщі, у гміні Кшивда Луківського повіту Люблінського воєводства.
Населення — 385 осіб (2011).
У 1975-1998 роках село належало до Седлецького воєводства.

## Демографія
Демографічна структура станом на 31 березня 2011 року:
|          | Загалом | Допрацездатний вік | Працездатний вік | Постпрацездатний вік |
| -------- | ------- | ------------------ | ---------------- | -------------------- |
| Чоловіки | 196     | 59                 | 115              | 22                   |
| Жінки    | 189     | 49                 | 99               | 41                   |
| Разом    | 385     | 108                | 214              | 63                   |